# Rodrigo da Fonseca Magalhães
Rodrigo da Fonseca Magalhães (Condeixa-a-Nova, Condeixa-a-Nova, 24 de julho de 1787 – Lapa (Lisboa), 11 de maio de 1858) foi um dos mais importantes políticos liberais portugueses e primeira figura do movimento da Regeneração. Frequentava a Universidade de Coimbra ao tempo da invasão francesa comandada por Jean-Andoche Junot (1807). Alistou-se no Batalhão Académico e seguiu para o Brasil depois da execução do general Gomes Freire de Andrade. Emigrado em Inglaterra (1828), regressou a Portugal depois do desembarque do Mindelo. Iniciou, então, uma fulgurante carreira política que o levou a Conselheiro de Estado efectivo, deputado, Par do Reino, várias vezes Ministro e Chefe do Governo. Foi sócio emérito da Academia Real das Ciências de Lisboa, sócio do Conservatório Real de Lisboa e membro do Instituto Histórico e Geográfico do Brasil. Entre outras honras e condecorações, foi feito fidalgo cavaleiro da Casa Real, por alvará de 2 de Agosto de 1835, recebeu a grã-cruz da Ordem de Cristo, o grau de cavaleiro da Ordem da Torre e Espada, a Cruz n.º 4 das Campanhas da Guerra Peninsular e a medalha britânica de 7 acções da mesmas Guerra. Deixou impressos vários dos seus discursos políticos, alguns dos quais marcaram a história parlamentar portuguesa.

## Biografia
Rodrigo da Fonseca Magalhães era filho de Luís da Fonseca Magalhães, senhor de Azenhas em Condeixa, proprietário e lavrador, natural de Condeixa-a-Nova, e de sua mulher Joana da Costa Carvalho Remeixa.
Fez os primeiros estudos em Condeixa, aprendendo com um jesuíta as primeiras letras e o latim. Partiu depois para Coimbra, onde frequentou os estudos preparatórios no Colégio das Artes daquela cidade.
Destinado pela família à vida eclesiástica, depois de terminados os preparatórios, matriculou-se no curso de Teologia da Universidade de Coimbra, frequentando, ao mesmo tempo, cadeiras nas faculdades de Filosofia e Matemática. Na Universidade revelou-se um estudante brilhante e um prolífero escritor, produzindo versos humorísticos que circulavam manuscritos no seio da academia. 
Cursava o segundo ano quando em 1807 rebentou a Guerra Peninsular e as tropas francesas comandadas por Jean-Andoche Junot invadiram o território português, a que se seguiram os tumultos revolucionários de 1808. A gravidade da situação e a instabilidade que se vivia na Universidade levaram a que as aulas fossem indefinidamente suspensas e que a academia dispersasse.
Seguindo o percurso da maioria da Academia, Rodrigo da Fonseca Magalhães alistou-se no Batalhão Académico que então se formou em Coimbra sob o comando do lente de Matemática Tristão de Oliveira. Daí passou para o Corpo de Guias, onde permaneceu até ser colocado, como alferes, no Regimento de Infantaria n.º 15.
Por esta altura a sua produção literária evoluiu para os versos épicos, escrevendo versos alusivos aos acontecimentos que então se viviam em Portugal.
Sendo tenente do Exército, em 1817 estava em Lisboa, afastado do seu Regimento, quando ocorreram fracassados acontecimentos revolucionários que levaram à execução do general Gomes Freire de Andrade e de outros oficiais, no acontecimento que deu origem aos Mártires da Pátria que a imagética liberal décadas depois alçaria aos píncaros do heroísmo. Implicado nos eventos, Rodrigo da Fonseca Magalhães conseguiu escapar às denúncias e viveu na clandestinidade durante dois anos. Quando, por ordem do general William Carr Beresford, foi declarada desertor, resolveu embarcar clandestinamente para o Brasil, onde o seu antigo comandante de infantaria, o general Luís do Rego Barreto, era comandante militar da província de Pernambuco. Conta-se, embora tal seja inverosímil, que o terá feito disfarçado de galego e dizendo-se criado de si próprio.
Chegado a Pernambuco foi bem acolhido pelo general Luís do Rego Barreto, que o nomeou seu secretário. Quando na sequência da Revolução Liberal do Porto se organizou naquela província do Brasil, em Março de 1821, uma Junta Governativa, coube a Rodrigo da Fonseca Magalhães exercer as funções de seu secretário.
Mantendo o seu interesse pelas letras, e já empenhado na propaganda política liberal, Rodrigo da Fonseca fundou em 1821, com o título de Aurora Pernambucana, o primeiro jornal político que apareceu no Pernambuco. Quando, face ao crescente movimento independentista, o general Luís do Rego Barreto deixou o cargo de presidente da Junta Governativa, Rodrigo da Fonseca Magalhães acompanhou-o no regresso a Portugal, embarcando em 26 de outubro de 1821. Por esse tempo havia já casado com Inácia Cândida do Rego Barreto, a filha do general.
Na sequência de um concurso, a 12 de agosto de 1822, Rodrigo da Fonseca Magalhães foi nomeado oficial da Secretaria de Estado dos Negócios Eclesiásticos e da Justiça, tomando posse do respectivo lugar. Nesse mesmo ano, o seu sogro, o general Luís do Rego Barreto, foi nomeado comandante militar de Trás-os-Montes, tendo como missão subjugar a revolta absolutista liderada pelo general Francisco da Silveira Pinto da Fonseca Teixeira, o conde de Amarante. Rodrigo da Fonseca Magalhães foi escolhido para o acompanhar, com as funções de comissário do governo, encarregado de colaborar na pacificação dos sublevados.
Estava Rodrigo da Fonseca nesta missão quando triunfou a Vilafrancada e sendo considerados entre os liberais, sogro e genro foram deportados para a Figueira da Foz, sendo Rodrigo da Fonseca Magalhães logo sumariamente demitido do lugar de oficial da Secretaria de Estado em que fora provido pouco antes. Com o apaziguamento da situação que se seguiu, em 1824 obteve licença para ir residir em Viana do Castelo, e em 1825 foi reintegrado no seu cargo de oficial da Secretaria da Justiça, o qual voltou a exercer durante o tempo em que, depois da outorga da Carta Constitucional de 1826, o sistema liberal vigorou em Portugal.
Quando em Fevereiro de 1828 D. Miguel foi proclamado monarca absoluto, Rodrigo da Fonseca Magalhães foi convidado pelo então ministro da justiça, Furtado de Mendonça, e pelo conde de Rio Pardo, com promessa de honras e mercês, a aderir à nova situação. Recusou, tenso de se homiziar, assim permaneceu, até que chegando a Lisboa o seu amigo José da Silva Carvalho, que vinha fugido da Beira. Conseguiram então embarcar clandestinamente para Inglaterra, chegando a Londres no fim de Setembro daquele ano. 
Em Londres, Rodrigo da Fonseca Magalhães apresentou-se a Pedro de Sousa Holstein, o marquês de Palmela, que naquela cidade era então o líder da emigração constitucional portuguesa. Foi colocado na secretaria da embaixada, ficando encarregue da direcção dos jornais Aurora e Paquete de Portugal que os liberais portugueses ali mantinham para sustentar a opinião liberal e combater os artigos e notícias que os jornais afectos ao governo de Lisboa publicavam em desabono da causa liberal e dos seus partidários. Durante a sua permanência em Londres publicou uma obra intitulada Breves Anotações ao Denominado Manifesto do Infante D. Miguel, que em 1832 foi impressa em Londres sem o seu nome e depois reeditada em Lisboa, no ano de 1833, já depois da ocupação da capital portuguesa pelas forças liberais.
Rodrigo da Fonseca Magalhães apenas pôde regressar a Portugal após o desembarque do exército de D. Pedro no Mindelo, tendo desembarcada na cidade do Porto, então sitiada pelas forças afectas a D. Miguel, no auge do período que ficaria conhecido pelo Cerco do Porto. Foi então encarregado pelo Governo de D. Pedro IV, então sedeado naquela cidade, de organizar as Secretarias do Estado, retomando as suas funções como alto funcionário.
Em Janeiro de 1833, quando o estado-maior dos liberais decidiu organizar uma expedição que fosse desembarcar nas costas do Alentejo ou do Algarve como forma de abrir uma segunda frente que permitisse aliviar o cerco do Porto, Rodrigo da Fonseca Magalhães recebeu a missão de ir a Inglaterra desbloquear o fornecimento dos navios e das munições de guerra e de boca que eram necessários para o empreendimento. Chegou a Londres a 7 de fevereiro daquele ano, mas não levando o dinheiro preciso para os ajustes, e não sendo então possível encontrar ali quem emprestasse qualquer quantia ao governo constitucional, porque a situação do Porto era quase desesperada, não lhe foi possível obter os necessários meios, sendo a expedição adiada.
Ao longo daquele ano colaborou com Luiz António de Abreu e Lima, que depois seria visconde e conde da Carreira, na preparação da desejada expedição, a qual se organizou naquele Verão sob o comando do comandante inglês Charles Napier e resultou na vitória liberal na Batalha do Cabo de São Vicente e na subsequente conquista liberal de Lisboa a 24 de julho. Rodrigo da Fonseca Magalhães voltou a Portugal já depois da entrada dos constitucionais em Lisboa, sendo nomeado director-geral do Ministério dos Negócios Eclesiásticos e da Justiça e administrador da Imprensa Nacional de Lisboa, lugar que conservou por espaço de dois anos.
Nas primeiras eleições que se ocorreram após o termo das guerras liberais foi eleito deputado pela Província do Minho, tomando parte na reunião inaugural das Cortes, realizada a 15 de agosto de 1834. No parlamento revelou-se um excelente orador, granjeando com o espírito de tolerância e conciliação que o caracterizou durante toda a sua vida política o respeito de toda a Câmara. No termo da legislatura já tinha afirmado como uma das figuras cimeiras da facção cartista. Por esta altura fundou, de parceria com António Pereira dos Reis, um periódico intitulado Revista, nele colaborando assiduamente com artigos de opinião onde tentava demonstrar as formas como o Governo deveria proceder para consolidar o regime constitucional.
A 15 de julho de 1835 Rodrigo da Fonseca Magalhães ingressou pela primeira vez o executivo, recebendo a pasta de Ministro dos Negócios do Reino do gabinete ministerial presidido por João Carlos de Saldanha Oliveira e Daun, o marquês e futuro duque de Saldanha. O governo fora organizado a 27 de maio, sendo a entrada de Rodrigo da Fonseca devida a uma remodelação que resultara na transferência de João de Sousa Pinto de Magalhães, o anterior Ministro do Reino, para a pasta da justiça. 
Estando o sector da educação cometido ao Ministério do Reino, coube a Rodrigo da Fonseca Magalhães nesta sua passagem por aquele departamento governamental realizar a primeira tentativa de fundar em Lisboa uma instituição de ensino superior capaz de ministrar o ensino completo das ciências. Criou por decreto de 5 de novembro de 1835 o Instituto de Ciências Físicas e Matemáticas, com um programa de ensino que compreendia 24 cadeiras na área das ciências exactas e da filosofia. Contudo, apenas o decreto foi publicado, a Universidade de Coimbra levantou-se em peso contra ele, temendo perder os seus foros e privilégios pela criação de um outro estabelecimento superior em Portugal. A celeuma que se seguiu contribuiu para a queda do ministério ocorrida poucos dias depois, a 18 de novembro. O assunto foi considerado tão sério que a criação do Instituto foi logo revogada por decreto de 2 de dezembro, referendado por Luís da Silva Mousinho de Albuquerque, o ministro que havia sucedido a Rodrigo da Fonseca Magalhães.
Quando em setembro de 1836 a ala esquerda do liberalismo toma o poder pela via revolucionária após o sucesso da Revolução de Setembro, Rodrigo da Fonseca Magalhães torna-se num dos mais resolutos adversários da nova situação política. Como jornalista e orador torna-se na principal voz cartista daquele tempo, defendendo os princípios da Carta Constitucional de 1826 e verberando aquilo que considerava uma transformação radical que punha em risco a estabilidade do regime constitucional perante as forças miguelistas que ainda resistiam entre os derrotados da recente guerra civil.
Ao longo do processo que levou à aprovação da Constituição Portuguesa de 1838 foi um dos principais opositores às soluções encontradas, considerando-as transformações precipitadas, demasiado avançadas para a situação sócio-política de Portugal. Contudo, quando o Congresso de 1838 decretou a nova constituição, Rodrigo da Fonseca aceitou-a pois considerava que fora votada por uma assembleia legalmente eleita e que representava incontestavelmente o país. Apesar de a ter combatido como orador parlamentar e como jornalista do Revista demarcou-se de todas as tentativas revolucionárias que se seguiram, considerando que pretendiam desfazer com as armas o que legalmente fora uma emanação da vontade da nação. Esta atitude granjeou-lhe numerosas incompreensões e ódios no campo cartista.
Pouco depois da entrada em vigor da nova constituição já o poder setembrista se encontrava seriamente ameaçado, sendo necessário recorrer a um governo que permitisse obter o beneplácito de pelo menos parte do campo cartista. Esse ministério de composição mais apaziguadora tomou posse a 26 de novembro de 1839, sendo presidido pelo general setembrista José Lúcio Travassos Valdez, o 1.º conde de Bonfim, que acumulava a presidência do conselho com a pasta de Ministro da Guerra. Foi nele que Rodrigo da Fonseca Magalhães voltou a reentrar na esfera do poder executivo, assumindo novamente a pasta de Ministro do Reino. Os outros ministros eram provenientes de vários quadrantes ideológicos, com António Bernardo da Costa Cabral na pasta da Justiça, Luís António de Abreu e Lima, o 1.º visconde da Carreira, nos Negócios Estrangeiros, José Luís de Sousa Botelho Mourão e Vasconcelos, o conde de Vila Real, na pasta da Marinha e Ultramar e Florindo Rodrigues Pereira Ferraz, na pasta da Fazenda.
Este ministério teve uma vida curta e agitada, pois à oposição setembrista juntou-se logo a do núcleo mais duro dos cartistas, os denominados cartistas puros, que não aceitavam que alguns dos seus correligionários entrassem num gabinete presidido por um general setembrista. Para além destas dificuldades políticas, este governo teve de se defrontar com as questões da navegação no rio Douro que colocaram Portugal à beira da guerra contra a Espanha, chegando-se a organizar divisões de observação e preparativos para um ataque iminente. Também o relacionamento entre Rodrigo da Fonseca Magalhães e Costa Cabral estava longe de ser pacífico, sendo constantes os conflitos mais ou menos abertos que entre eles surgiam.
Netas duras circunstâncias, Rodrigo da Fonseca mostrou-se sempre um parlamentar hábil e um verdadeiro estadista. Apesar disso, o governo foi obrigado a pedir a dissolução das Cortes e a realizar eleições antecipadas, a 22 de março de 1840, que venceu folgadamente. Ainda assim, com uma maioria alargada o governo não beneficiou grandemente, já que os conflitos interno se agudizaram em vez de desaparecerem.
Foi o apego às liberdades públicas e à legalidade de Rodrigo da Fonseca Magalhães que esteve na base da queda do governo: tendo o governo obtido em 1840 a suspensão das garantias constitucionais para poder fazer face às revoltas militares que surgiam pelo país, quando estava ainda longe de findar o prazo concedido pela Câmara para se conservar o regime de excepção, Rodrigo da Fonseca Magalhães veio declarar ao parlamento que não podia governar sem a liberdade da imprensa. 
Aquela manifestação pública da dissidência interna que dividia o governo abriu nova crise política, levando, depois de um arrastado processo de consultas, a que a rainha D. Maria II nomeasse, com efeitos a 9 de junho de 1841, um novo gabinete ministerial agora presidido por Joaquim António de Aguiar, que acumulava com a pasta do Ministério do Reino. Costa Cabral manteve-se no Ministério dos Negócios Eclesiásticos e da Justiça, António José de Ávila entrou para o Ministério da Fazenda, o conde de Vila Real para o Ministério da Guerra, José Ferreira Pestana para a Marinha e Ultramar e Rodrigo da Fonseca Magalhães transitou para o Ministério dos Negócios Estrangeiros, pasta de que estava encarregado interinamente desde 23 de junho de 1840.
Este ministério manteve-se em funções até à restauração da Carta Constitucional de 1826, efectuada em janeiro de 1842 por Costa Cabral, por ocasião da sua celebrada ida ao Porto. Durante esta passagem pelo governo, Rodrigo da Fonseca dirigiu as complexas negociações com a Cúria Romana para o restabelecimento de relações entre a Portugal e a Santa Sé. 
A Restauração da Carta foi o golpe final na difícil relação com António Bernardo da Costa Cabral, já que a partir desse episódio, Rodrigo da Fonseca passou a ser seu inimigo irreconciliável. Nesse ano de 1842 a rainha nomeou-o Conselheiro de Estado efectivo.
Mantendo-se firme na sua oposição ao cabralismo, até maio de 1846 foi o principal líder oposicionista, recusando qualquer compromisso com o seu antigo colega de governo. Desencadeados os tumultos que dariam origem à Revolução da Maria da Fonte, a rainha convidou Rodrigo da Fonseca Magalhães a tomar conta do governo, encargo que declinou, aconselhando que fosse chamado Pedro de Sousa Holstein, o duque de Palmela, o que veio a concretizar-se, tendo cabido a este homem político formar o governo que pôs termo ao cabralismo. 
O novo governo nomeou Rodrigo da Fonseca Magalhães comissário régio nas Beiras, tenso como missão pacificar aquela região, então sublevada. Não conseguiu o intento do governo, já que a situação estava já extremada, mas ainda assim foi a Coimbra, correndo risco de perder a vida. Quando o governo foi demitido na Emboscada e o conflito degenerou na guerra civil da Patuleia, foi uma das vozes mais serenas na imprensa e no parlamento.
Por carta régia de 22 de outubro de 1847 foi feito Par do reino, prestando juramento na sessão de 13 de janeiro de 1848, continuando na Câmara dos Pares a firme oposição que fizera aos gabinetes presididos pelo agora Conde de Tomar.
O golpe militar liderado pelo marechal Saldanha que em 1851 pôs termo ao cabralismo e iniciou a Regeneração teve em Rodrigo da Fonseca Magalhães um dos primeiros e mais ilustres apoiantes, sendo logo indigitados para entrar no gabinete que devia substituir o do conde de Tomar. Tal não aconteceu de imediato, mas numa das primeiras remodelações ministeriais, ocorrida a 7 de julho daquele ano, foi-lhe entregue novamente a pasta do Ministério do Reino. A partir daí, num dos raros períodos de estabilidade ministerial por que passou a Monarquia Constitucional portuguesa, manteve-se no cargo durante cinco anos, apenas saindo com a queda do gabinete ministerial que ocorreu a 6 de junho de 1856.
Foi um período largo em que pôs em prática os princípios de tolerância que defendia e contribuiu para uma arrancada de progresso sem paralelo nas décadas imediatas. Exerceu também uma profunda influência na aprovação do Acto Adicional à Carta Constitucional de 1826 pelo qual foram satisfeitas algumas das aspirações liberais, mas sem rupturas que pusessem em risco a conciliação a custo conseguida com o sector cartista mais conservador.
Pouco depois de deixar o poder, Rodrigo da Fonseca Magalhães adoeceu gravemente, da enfermidade que em breve lhe causaria a morte, não voltando a ter qualquer actividade política relevante.
Entre 1856 e 1858 foi 2.º Grão-Mestre do Grande Oriente do Rito Escocês e 2.º Soberano Grande Comendador do Supremo Conselho afecto ao Grande Oriente do Rito Escocês.
Rodrigo da Fonseca Magalhães sempre fora avesso a honras e distinções, e apenas depois de muitas instâncias aceitou a grã-cruz da Ordem de Cristo que lhe foi concedida pela rainha D. Maria II. Ao contrário do que era norma na época, não procurou títulos nobiliárquicos, tendo inclusivamente recusado os que lhe foram oferecidos. Sabendo da sua doença e das anteriores recusas, o rei D. Pedro V quis dar uma prova da consideração em que o tinha, agraciando o filho com o título de conde, que Rodrigo da Fonseca Magalhães para si recusara. Contudo, o filho, recusou, alegando que em vida do pai não tomaria na sociedade uma qualificação superior à dele. Sabendo desta recusa do filho, a 18 de abril de 1858 Rodrigo da Fonseca Magalhães escreveu a Nuno José Severo de Mendonça Rolim de Moura Barreto, 2.º marquês de Loulé, que à altura presidia ao Conselho de Ministros, a seguinte carta, que se tornou célebre, aprovando a recusa feita pelo seu filho da mercê que o rei lhe queria conceder: 	 
Il.mo e Ex.mo Sr. — No momento de receber a participação com que, por ordem de Sua Majestade V. Ex.ª me honra, apesar da opressão que sinto da moléstia que padeço, não posso deixar de imediatamente elevar à Augusta presença de Sua Majestade a expressão do meu sincero agradecimento, de que jamais perderei a memória. Mas meu filho Luís do Rego da Fonseca Magalhães, que me iguala em sentimentos de amor e gratidão à Real Pessoa de Sua Majestade, não pôde deixar de proceder, como procedeu, vivendo a rainha a Senhora D. Maria II, de saudosa memória, quando a recusa minha de igual título que Sua Majestade me concedia, ele com decidida mas respeitosa resolução expôs ao duque de Saldanha, primeiro que enquanto seu pai vivesse, ele não tomaria na sociedade uma qualificação superior à dele; segundo, que não reputava os serviços de seu pai, por grandes que fossem, para serem recompensados na pessoa do filho que nenhuns tinha feito ainda. Estes termos que eu mesmo tive a honra de repetir a Sua Majestade a Rainha a Senhora D. Maria II mereceram a real aprovação daquela esclarecidíssima soberana, o que para mim e para meu filho serviu de maior prova da benevolência de Sua Majestade e do profundo senso de justiça com que ela avaliava os actos dos seus súbditos. Sua Majestade El-Rei o Senhor D. Fernando soube e teve a bondade de aprovar esse procedimento meu e de meu filho. Rogo a V. Ex.ª a graça de fazer dele sabedor a Sua Majestade El-Rei repetindo na sua augusta presença os mesmos motivos que hoje nos determinam e que decerto hão de merecer a aprovação do mesmo Senhor, a quem desde já protestamos o nosso reconhecimento. Deus guarde, etc.

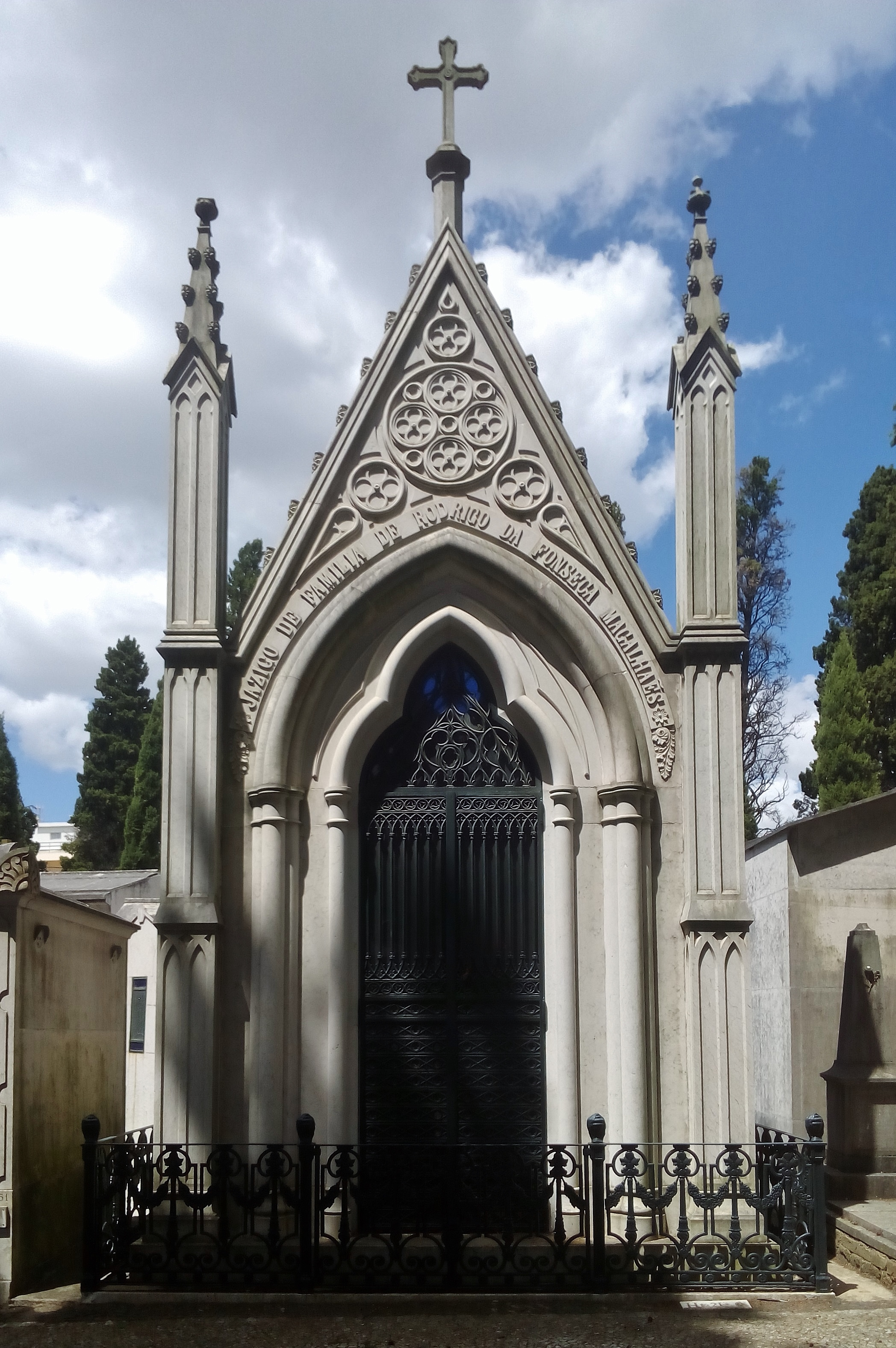
Jazigo de Rodrigo da Fonseca Magalhães, Cemitério dos Prazeres

Faleceu na Rua do Quelhas, número 11, onde residia, freguesia da Lapa (Lisboa), a 11 de Maio de 1858, viúvo de D. Inácia Cândida do Rego Magalhães, tinha 70 anos. Foi sepultado no Cemitério dos Prazeres.
Após o seu falecimento Latino Coelho publicou um Elogio Histórico, que foi recitado na Academia Real das Ciências de Lisboa na sessão pública de 10 de Fevereiro de 1859. Também a Revista Contemporanea de Portugal e Brazil (no tomo III, pp. 331–350) e o Jornal do Commercio de 12 de Maio de 1858, lhe dedicam amplas biografias.
Sabe-se que teve uma filha de mãe incógnita, Mafalda Júlia, que nasceu em 1839 e faleceu a 26 de agosto de 1841, na Rua de São Paulo, N.º 94, 4.º andar, freguesia de São Paulo, Lisboa, sendo sepultada no Cemitério dos Prazeres.

## Obras publicadas
Rodrigo da Fonseca Magalhães foi um prolífico colaborador da imprensa periódica de cariz político, deixando uma vasta obra dispersa, com destaque para o jornal Revista e para os múltiplos periódicos de província ligados à sua facção política. Para além das intervenções contidas nos Diários das Cortes, muitos dos seus discursos foram objecto de publicação autónoma, em opúsculos utilizados na propaganda política do autor. Entre outros, encontram-se publicados as seguintes obras: 
- Ode pindarica à feliz restauração do nosso Portugal, que ao Ill.mo e Ex.mo Senhor Manuel Pais de Aragão Trigoso…, Coimbra, 1808;
- Soneto a Condeixa queimada pelos francezes em 1811, inserto no Telegrapho Portuguez, n.º 38, de 12 de Maio de 1812;
- Princípios de Economia Politica de Mac Culoch, reduzidas a compendio, para uso dos estudantes do Instituto Hispano Luso do dr. Silvela, Londres, 1830;
- Discursos pronunciados na Câmara dos Pares, nas sessões de 5, 7, 8, 12 e 14 de fevereiro de 1848, na discussão da resposta à fala do throno, Lisboa, 1848;
- Discurso do ministro do reino, o sr. Rodrigo da Fonseca Magalhães, pronunciado na camara dos dignos pares, por occasião da discussão do projecto de resposta ao discurso da corôa, na sessão ordinaria de 1854, Lisboa, 1854;
- Discursos do ministro do reino, etc. pronunciados na camara dos pares, por occasião da discussão do projecto da lei n. 209, na sessão ordinaria de 1855, Lisboa, 1855.